# 1999年の映画
1999年の映画（1999ねんのえいが）では、1999年（平成11年）の映画分野の動向についてまとめる。
1998年の映画 - 1999年の映画 - 2000年の映画

## 出来事

### 世界
- 1月20日 - 米捜査当局、『ゴジラ』など日本の怪獣映画海賊版ビデオを無断で取扱っていたニューヨーク市内の業者を著作権法違反で摘発[1]。
- 3月7日 - 映画監督スタンリー・キューブリック死去[1]。
- 3月21日 - 第71回アカデミー賞で伊比恵子監督『パーソナルズ』が短編ドキュメンタリー映画賞受賞[1]。
- 4月17日 - 5月19日公開の『スター・ウォーズ エピソード1/ファントム・メナス』のためにファンが並び始める[要出典]。
- 6月3日 - 米テキサス・インスツルメンツ社ほかが映画史上初の映画館向けデジタル配給システムを『スター・ウォーズ エピソード1/ファントム・メナス』から実用化し、米4か所で公開[1]。
- 6月12日 - 北野武監督が仏芸術文化勲章（シュヴァリエ）受章[1]。
- 6月21日 - 20世紀フォックスとMGMが北米以外ではFOXが劇場およびVHS、DVD配給を行う契約を締結[1]。
- 7月16日 - 製作費わずか6万ドルの『ブレア・ウィッチ・プロジェクト』、全米で驚異的大ヒットを記録[1][2]。以後、同様の演出がなされた低予算作品の製作がブームになる[1]。
- 7月29日 - 第21回モスクワ国際映画祭で『生きたい』（新藤兼人監督）がグランプリ受賞[1]。
- 9月7日 - 第23回モントリオール世界映画祭で『鉄道員 ぽっぽや』の高倉健が日本人初の主演男優賞受賞[3]。
- 11月10日 - 米国で『劇場版ポケットモンスター ミュウツーの逆襲』（湯山邦彦監督）公開[3]。初日だけで1010万ドルと同国の邦画興行収入記録を更新[4][3]。11月12日、週間興行収入で日本作品初の全米第1位の快挙[3][5]。
- 11月24日 - 『トイストーリー2』（ジョン・ラセター監督）全米公開[3][6]。メジャースタジオ作品としては初のデジタル方式での上映を6館で実施[3]。

### 日本
- 1月
  - 東宝、平成10年度（1-12月）の映画営業部門の年間配収187億4100万円で映画営業部門歴代2位の好成績、14年連続で100億円突破[1]。東京有楽町・日本劇場は1館で年間興行収入16億3150万円をあげ新記録樹立[1]。
  - 1月1日
    - 20世紀フォックス、日本国内配給をこれまでの東宝東和への委託から全作品の全国自主配給に切替[1]。
    - ビデオシアターシステムの販売などのシネマチック・ジャパンが「ソニー・シネマチック」と改称。[1][7]。

  - 1月10日 - 記録映画製作・岩波映画製作所破産[1]。
  - 1月23日 - 『リング2』（中田秀夫監督）/『死国』（長崎俊一監督）公開、大ヒット[1][8]。ホラー映画ブーム再燃[1]。
  - 1月25日 - 喜劇俳優・三木のり平死去、享年74[1]。
  - 1月29日 - 伊藤忠商事、タイム・ワーナーの全株式売却、両社の資本関係解消[1]。
- 2月
  - 2月5日 - 東映東京撮影所の敷地の一部を民間都市開発推進機構に譲渡[1]。
  - 2月11日 - 東京築地・松竹セントラル1・2・3閉館[1]。
  - 2月15日 - 女優・山岡久乃死去[1]。
  - 2月17日 - 松竹、東京築地にある旧本社の松竹会館跡地再開発を発表[1]。松竹会館跡地を民間都市開発推進機構に譲渡[1]。2月23日、松竹会館閉鎖[1]。
  - 2月28日 - ピンク映画の老舗、東京・亀有名画座閉館[1]。
- 3月
  - 3月6日 - 「映画ドラえもん」シリーズ20周年記念『ドラえもん のび太の宇宙漂流記』/『のび太の結婚前夜』/『ザ☆ドラえもんズ おかしなお菓子なオカシナナ?』公開、大ヒット[1][9]。
  - 3月16日 - 東京江戸川区・船堀シネパル1・2開場[1]。
- 4月
  - 4月21日 - ヘラルド・エンタープライズ第1号シネコン、神奈川県・シネプレックス8平塚開場[1]。
  - 4月23日 - ヴァージンシネマズ・ジャパン第1号シネコン、福岡県・ヴァージン・シネマズ・トリアス久山開場[1]。
- 6月
  - 6月12日
    - 松竹、映像部門の改革として邦画系ブロック・ブッキング制廃止[1]。
    - 東京・丸の内松竹が洋画上映も実施[1]。同時に「丸の内プラゼール」（ポルトガル語で「喜び、楽しみ」の意味）と改称し再開場[1]。
    - 大阪・梅田松竹、梅田ピカデリー1･2･3を「梅田ピカデリー1-4」と改称[1]。
    - 東京・上野松竹、上野映画、上野セントラル、上野名画座を「上野セントラル1-4」と改称[1]。
- 7月
  - 7月3日 - 東京・渋谷パルコの多目的ホールSPACE PART3を改装し、映画常設館「シネクイント」として再スタート[1]。
  - 7月10日
    - 『スター・ウォーズ エピソード1/ファントム・メナス』（ジョージ・ルーカス監督）公開、大ヒット[1][10]。16年ぶりに製作されたシリーズ最新作にファンが熱狂[1]。
    - 東京錦糸町・シネマ8楽天地開場[1]。

  - 7月19日 - アメリカシネコン大手AMCの日本劇場部門、日本法人「日本AMCシアターズ」として再発足[1]。
- 8月
  - 8月7日 - 映画キャメラマン・宮川一夫死去[3]。
  - 8月31日 - 松竹富士解散、40年の歴史に幕[3]。
- 9月
  - 9月4日 - 松竹、洋画配給再開第1作『ノッティングヒルの恋人』（ロジャー・ミッシェル監督）公開[3][11]。
  - 9月10日 - 神奈川県・WMCみなとみらい開場[3]。関東ロードショーエリアに本格的シネコン初進出[3]。
  - 9月11日公開の『マトリックス』のCGアクションが人気を集める[要出典]。
- 10月
  - 10月5日 - UCI・住友商事・角川書店の3社が、シネコン事業会社「ユナイテッド・シネマ」（UC）設立[3]。
  - 10月29日 - 東宝、フジテレビジョンの株式1万1000株を松竹より購入[3]。
  - 10月30日 - 『シックス・センス』（M・ナイト・シャマラン監督）公開、大ヒット[3][12]。配収で東宝東和歴代2位の好成績[3]。
- 11月
  - 11月23日 - ヴァージンシネマズ名古屋ベイシティ開場[3][注 1]。
- 12月
  - 松竹、再建策として大船撮影所、鎌倉シネマワールドを鎌倉女子大学に売却[3]。2000年6月、明け渡し[3]。
  - 12月3日 - パイオニア、世界初のDVD-RW対応DVDレコーダー発売[3]。
  - 12月5日 - 作曲家・佐藤勝死去[3]。
  - 12月18日 - 東京・QFRONTビル（渋谷宝塚劇場跡）7Fに渋谷シネフロント開場[3]。
  - 12月31日 - 東京テアトル、シネ・ヴィヴァン六本木を西友に返還[3]。

## 日本の映画興行
- 入場料金（大人）
  - 1,800円[13]
  - 1,808円（統計局『小売物価統計調査（動向編） 調査結果』[14] 銘柄符号 9341「映画観覧料」）[15]
- 入場者数 1億4476万人[16]
- 興行収入 1828億3500万円[16]

| 配給会社 | 配給本数 | 年間配給収入  | 概要 |
| 配給会社 | 配給本数 | 前年対比      | 概要 |
| -------- | -------- | ------------- | --- |
| 松竹     | 18       | 37億8610万円  | ギャガ＝ヒューマックスとの共同配給の『ノッティングヒルの恋人』が配給収入10.5億円を稼ぎ、1999年の松竹トップ。配給収入100億円突破の『もののけ姫』に続くジブリの『ホーホケキョ となりの山田くん』は大いに期待外れの配給収入8.2億円で終わる。 |
| 松竹     | 18       | 121.6%        | ギャガ＝ヒューマックスとの共同配給の『ノッティングヒルの恋人』が配給収入10.5億円を稼ぎ、1999年の松竹トップ。配給収入100億円突破の『もののけ姫』に続くジブリの『ホーホケキョ となりの山田くん』は大いに期待外れの配給収入8.2億円で終わる。 |
| 東宝     | 21       | 167億6040万円 | 15年連続の年間配給収入100億円超え。邦画配給収入トップの『劇場版ポケットモンスター 幻のポケモン ルギア爆誕』（35億円）、第2位の『リング2』/『死国』（21億円）を含め、配給収入10億円突破6番組中5番組が東宝。                                |
| 東宝     | 21       | 89.4%         | 15年連続の年間配給収入100億円超え。邦画配給収入トップの『劇場版ポケットモンスター 幻のポケモン ルギア爆誕』（35億円）、第2位の『リング2』/『死国』（21億円）を含め、配給収入10億円突破6番組中5番組が東宝。                                |
| 東映     | 27       | 52億6345万円  | 『失楽園』以来、2年振りに『鉄道員（ぽっぽや）』（20.5億円）が配給収入20億円を突破する。稼動期の正月や夏休みにヒット作がなかった。 |
| 東映     | 27       | 92.8%         | 『失楽園』以来、2年振りに『鉄道員（ぽっぽや）』（20.5億円）が配給収入20億円を突破する。稼動期の正月や夏休みにヒット作がなかった。 |

出典:「1999年日本映画・外国映画業界総決算 日本映画」『キネマ旬報』2000年（平成12年）2月下旬号、キネマ旬報社、2000年、153 - 155頁。

## 各国ランキング

### 日本配給収入ランキング
| 順位 | 題名                                             | 製作国                            | 配給                 | 配給収入 |
| ---- | ------------------------------------------------ | --------------------------------- | -------------------- | -------- |
| 1    | アルマゲドン                                     | アメリカ合衆国の旗                | ブエナ・ビスタ       | 83.5億円 |
| 2    | スター・ウォーズ エピソード1/ファントム・メナス  | アメリカ合衆国の旗                | 20世紀FOX            | 78.0億円 |
| 3    | マトリックス                                     | アメリカ合衆国の旗                | ワーナー・ブラザース | 50.0億円 |
| 4    | シックス・センス                                 | アメリカ合衆国の旗                | 東宝東和             | 43.0億円 |
| 5    | 劇場版ポケットモンスター 幻のポケモン ルギア爆誕 | 日本の旗                          | 東宝                 | 35.0億円 |
| 6    | リング2 死国                                     | 日本の旗                          | 東宝                 | 21.0億円 |
| 7    | 鉄道員（ぽっぽや）                               | 日本の旗                          | 東映                 | 20.5億円 |
| 8    | ドラえもん のび太の宇宙漂流記                    | 日本の旗                          | 東宝                 | 20.0億円 |
| 9    | ハムナプトラ/失われた砂漠の都                    | アメリカ合衆国の旗                | UIP                  | 18.0億円 |
| 10   | アイズ ワイド シャット                           | イギリスの旗 · アメリカ合衆国の旗 | ワーナー・ブラザース | 17.5億円 |

出典:1999年配給収入10億円以上番組 - 日本映画製作者連盟

### 全世界興行収入ランキング
| 順位 | 題名                                            | スタジオ                 | 興行収入     |
| ---- | ----------------------------------------------- | ------------------------ | ------------ |
| 1.   | スター・ウォーズ エピソード1/ファントム・メナス | 20世紀FOX                | $924,317,558 |
| 2.   | シックス・センス                                | ハリウッド・ピクチャーズ | $672,806,292 |
| 3.   | トイ・ストーリー2                               | ディズニー/ピクサー      | $485,015,179 |
| 4.   | マトリックス                                    | ワーナー・ブラザース     | $460,379,930 |
| 5.   | ターザン                                        | ディズニー               | $448,191,819 |
| 6.   | ハムナプトラ/失われた砂漠の都                   | ユニバーサル             | $415,933,406 |
| 7.   | ノッティングヒルの恋人                          | ユニバーサル             | $363,889,678 |
| 8.   | 007 ワールド・イズ・ノット・イナフ              | MGM                      | $361,832,400 |
| 9.   | アメリカン・ビューティ                          | ドリームワークス         | $356,296,601 |
| 10.  | オースティン・パワーズ:デラックス               | ニューライン             | $312,016,858 |

出典:“1999 Worldwide Box Office Results”.  Box Office Mojo. 2015年12月26日閲覧。

### 北米興行収入ランキング
| 順位 | 題名                                            | スタジオ                       | 興行収入     |
| ---- | ----------------------------------------------- | ------------------------------ | ------------ |
| 1    | スター・ウォーズ エピソード1/ファントム・メナス | 20世紀FOX                      | $431,088,295 |
| 2    | シックス・センス                                | ハリウッド・ピクチャーズ       | $293,506,292 |
| 3    | トイ・ストーリー2                               | ディズニー/ピクサー            | $245,852,179 |
| 4    | オースティン・パワーズ:デラックス               | ニューライン                   | $206,040,086 |
| 5    | マトリックス                                    | ワーナー・ブラザース           | $171,479,930 |
| 6    | ターザン                                        | ディズニー                     | $171,091,819 |
| 7    | ビッグ・ダディ                                  | コロンビア ピクチャーズ        | $163,479,795 |
| 8    | ハムナプトラ/失われた砂漠の都                   | ユニバーサル                   | $155,385,488 |
| 9    | プリティ・ブライド                              | パラマウント映画               | $152,257,509 |
| 10   | ブレア・ウィッチ・プロジェクト                  | アーティザン・エンタティメント | $140,539,099 |

出典:“1999 Domestic Yearly Box Office Results”.  Box Office Mojo. 2016年1月16日閲覧。

### イギリス興行収入ランキング
1. スター・ウォーズ エピソード1/ファントム・メナス
2. ノッティングヒルの恋人
3. バグズ・ライフ
4. オースティン・パワーズ:デラックス
5. 007 ワールド・イズ・ノット・イナフ
6. シックス・センス
7. 恋におちたシェイクスピア
8. ターザン
9. ハムナプトラ/失われた砂漠の都
10. マトリックス

出典:“Top 20 films in UK cinemas”.   Film Distributors' Association. 2016年1月17日閲覧。

### オーストラリア興行収入ランキング
1. スター・ウォーズ エピソード1/ファントム・メナス
2. シックス・センス
3. マトリックス
4. オースティン・パワーズ:デラックス
5. ノッティングヒルの恋人
6. トイ・ストーリー2
7. ハムナプトラ/失われた砂漠の都
8. ビッグ・ダディ
9. 007 ワールド・イズ・ノット・イナフ
10. 恋におちたシェイクスピア

出典:“Australian box office data”.   Movie Marshal. 2016年1月17日閲覧。

### フランス観客動員数ランキング
1. Astérix & Obélix contre César（フランス語版）
2. スター・ウォーズ エピソード1/ファントム・メナス
3. ターザン
4. マトリックス
5. ノッティングヒルの恋人
6. 007 ワールド・イズ・ノット・イナフ
7. バグズ・ライフ
8. ハムナプトラ/失われた砂漠の都
9. ワイルド・ワイルド・ウエスト
10. Himalaya : L'Enfance d'un chef（フランス語版）

出典:“FRANCE 1999 - BOX OFFICE STORY”.   boxofficestory. 2016年1月17日閲覧。

### ドイツ観客動員数ランキング
1. スター・ウォーズ エピソード1/ファントム・メナス
2. ターザン
3. ノッテンガルヒルの恋人
4. 007/ワールド・イズ・ノット・イナフ
5. プリティ・ブライド
6. ハムナムプトラ/失われた砂漠の都
7. マトリックス
8. シックス・センス
9. バグズ・ライフ
10. アステリックスとオベリクス

## 日本公開映画
1999年の日本公開映画を参照。

## 受賞
- 第72回アカデミー賞
  - 作品賞 - 『アメリカン・ビューティー』
  - 監督賞 - サム・メンデス（『アメリカン・ビューティー』）
  - 主演男優賞 - ケヴィン・スペイシー（『アメリカン・ビューティー』）
  - 主演女優賞 - ヒラリー・スワンク（『ボーイズ・ドント・クライ』）

- 第57回ゴールデングローブ賞
  - 作品賞 (ドラマ部門) - 『アメリカン・ビューティー』
  - 主演女優賞 (ドラマ部門) - ヒラリー・スワンク（『ボーイズ・ドント・クライ』）
  - 主演男優賞 (ドラマ部門) - デンゼル・ワシントン（『ザ・ハリケーン』）
  - 作品賞 (ミュージカル・コメディ部門) - 『トイ・ストーリー2』
  - 主演女優賞 (ミュージカル・コメディ部門) - レニー・ゼルウィガー（『ベティ・サイズモア』）
  - 主演男優賞 (ミュージカル・コメディ部門) - ジム・キャリー（『マン・オン・ザ・ムーン』）
  - 監督賞 - サム・メンデス （『アメリカン・ビューティー』）

- 第65回ニューヨーク映画批評家協会賞 - 『トプシー・ターヴィー』

- 第52回カンヌ国際映画祭
  - パルム・ドール - 『ロゼッタ』（リュック・ダルデンヌ、ジャン＝ピエール・ダルデンヌ）
  - 監督賞 - ペドロ・アルモドバル（『オール・アバウト・マイ・マザー』）
  - 男優賞 - エマニュエル・ショッテ（『ユマニテ』）
  - 女優賞 - エミリー・ドゥケンヌ（『ロゼッタ』）、セヴリーヌ・カネル（『ユマニテ』）

- 第56回ヴェネツィア国際映画祭
  - 金獅子賞 - 『あの子を探して』（チャン・イーモウ)

- 第49回ベルリン国際映画祭
  - 金熊賞 - 『シン・レッド・ライン』（テレンス・マリック）

- 第23回日本アカデミー賞
  - 最優秀作品賞 - 『鉄道員（ぽっぽや）』（降旗康男）
  - 最優秀主演男優賞 - 高倉健（『鉄道員（ぽっぽや)』）
  - 最優秀主演女優賞 - 大竹しのぶ（『鉄道員 (ぽっぽや)』）

- 第42回ブルーリボン賞
  - 作品賞 - 『御法度』
  - 主演男優賞 - 高倉健（『鉄道員 (ぽっぽや)』）
  - 主演女優賞 - 鈴木京香（『39 刑法第三十九条』）
  - 監督賞 - 大島渚（『御法度』）

- 第73回キネマ旬報ベスト・テン
  - 外国映画第1位 - 『恋におちたシェイクスピア』
  - 日本映画第1位 -  『あ、春』

- 第54回毎日映画コンクール
  - 日本映画大賞 - 『鉄道員 (ぽっぽや)』

## 死去
| 日付 | 日付 | 名前                         | 国籍               | 年齢 | 職業                           |
| 1月  | 5日  | 武藤英司                     | 日本の旗           | 81   | 俳優                           |
| 1月  | 9日  | 芦田伸介                     | 日本の旗           | 81   | 俳優                           |
| 1月  | 18日 | 土居まさる                   | 日本の旗           | 58   | アナウンサー                   |
| 1月  | 25日 | 三木のり平                   | 日本の旗           | 74   | 俳優                           |
| 2月  | 15日 | 山岡久乃                     | 日本の旗           | 72   | 女優                           |
| 2月  | 20日 | ジーン・シスケル             | アメリカ合衆国の旗 | 53   | 映画批評家                     |
| 3月  | 5日  | リチャード・カイリー         | アメリカ合衆国の旗 | 76   | 俳優                           |
| 3月  | 7日  | スタンリー・キューブリック   | アメリカ合衆国の旗 | 70   | 映画監督                       |
| 3月  | 12日 | 諏訪彰                       | 日本の旗           | 79   | 地震学・火山学研究者           |
| 3月  | 13日 | ガーソン・カニン             | アメリカ合衆国の旗 | 86   | 脚本家・映画監督               |
| 3月  | 23日 | 高橋和枝                     | 日本の旗           | 70   | 声優                           |
| 3月  | 23日 | 水島道太郎                   | 日本の旗           | 87   | 俳優                           |
| 3月  | 25日 | 上月晃                       | 日本の旗           | 58   | 女優                           |
| 3月  | 27日 | 沖田浩之                     | 日本の旗           | 36   | 俳優                           |
| 3月  | 29日 | デヴィッド・ストリックランド | アメリカ合衆国の旗 | 29   | 俳優                           |
| 4月  | 13日 | 曽我廼家明蝶                 | 日本の旗           | 90   | 俳優                           |
| 4月  | 14日 | エレン・コービー             | アメリカ合衆国の旗 | 87   | 俳優                           |
| 4月  | 21日 | チャールズ・ロジャース       | アメリカ合衆国の旗 | 94   | 俳優                           |
| 4月  | 28日 | ロリー・カルホーン           | アメリカ合衆国の旗 | 76   | 俳優                           |
| 5月  | 2日  | オリヴァー・リード           | イギリスの旗       | 61   | 俳優                           |
| 5月  | 8日  | ダーク・ボガード             | イギリスの旗       | 78   | 俳優                           |
| 5月  | 20日 | 由利徹                       | 日本の旗           | 79   | 俳優                           |
| 6月  | 11日 | デフォレスト・ケリー         | アメリカ合衆国の旗 | 79   | 俳優                           |
| 7月  | 1日  | シルヴィア・シドニー         | アメリカ合衆国の旗 | 88   | 女優                           |
| 7月  | 1日  | エドワード・ドミトリク       | アメリカ合衆国の旗 | 90   | 映画監督                       |
| 7月  | 2日  | マリオ・プーゾ               | アメリカ合衆国の旗 | 76   | 作家・脚本家                   |
| 8月  | 4日  | ヴィクター・マチュア         | アメリカ合衆国の旗 | 86   | 俳優                           |
| 8月  | 7日  | 宮川一夫                     | 日本の旗           | 91   | 撮影監督                       |
| 8月  | 25日 | 大崎順彦                     | 日本の旗           | 78   | 東京大学名誉教授               |
| 9月  | 2日  | ルース・ローマン             | アメリカ合衆国の旗 | 76   | 女優                           |
| 9月  | 14日 | チャールズ・クライトン       | イギリスの旗       | 89   | 映画監督・編集技師             |
| 9月  | 16日 | 市川右太衛門                 | 日本の旗           | 92   | 俳優                           |
| 9月  | 20日 | 遠藤晴                       | 日本の旗           | 66   | 声優                           |
| 9月  | 22日 | ジョージ・C・スコット        | アメリカ合衆国の旗 | 71   | 俳優                           |
| 10月 | 26日 | エイブラハム・ポロンスキー   | アメリカ合衆国の旗 | 88   | 脚本家、映画監督               |
| 11月 | 1日  | 千秋実                       | 日本の旗           | 82   | 俳優                           |
| 11月 | 3日  | イアン・バネン               | スコットランドの旗 | 71   | 俳優                           |
| 12月 | 3日  | マデリーン・カーン           | アメリカ合衆国の旗 | 57   | 女優                           |
| 12月 | 5日  | 佐藤勝                       | 日本の旗           | 71   | 作曲家                         |
| 12月 | 10日 | エリック・クレワース         | アメリカ合衆国の旗 | 79   | アニメーター                   |
| 12月 | 19日 | デスモンド・リュウェリン     | イギリスの旗       | 85   | 俳優                           |
| 12月 | 30日 | 小林與三次                   | 日本の旗           | 86   | 日本テレビ放送網代表取締役会長 |